# فالديمار منديز
فالديمار منديز (بالإسبانية: Waldemar Méndez)‏ (20 مايو 1971 في الأرجنتين - ) هو مدرب كرة قدم ولاعب كرة قدم أرجنتيني وتشيلي في مركز حراسة المرمى. لعب مع ديبورتيس ميليبيلا.